# フードマイレージ
- フードマイレージ
- フード・マイレージ

フードマイレージ (food mileage) は、「食料の ( = food) 輸送距離 ( = mileage) 」という意味であり、食料の輸送量と輸送距離を定量的に把握することを目的とした考え方である。食糧の輸送に伴い排出される二酸化炭素が、地球環境に与える負荷に着目したものである。注目輸入相手国別の食料輸入量重量×輸出国までの輸送距離（たとえばトン・キロメートル）を表す。食品の生産地と消費地が近ければフード・マイレージは小さくなり、遠くから食料を運んでくると大きくなる。
1994年に、イギリスの消費者運動家・シティ大学ロンドン食料政策学教授のティム・ラング (Tim Lang) がフードマイル (food miles) として提唱した概念である。日本では、農林水産省農林水産政策研究所によって2001年に初めて導入され、その際の訳語に総距離・道のりなどのニュアンスを含み、また、航空会社等のサービスにより耳なじみのある「マイレージ」が採用された。

## 起源
フードマイレージの考え方の起源は、イギリスの非政府団体「サステイン」が中心となって展開している市民運動「フードマイルズ（Food Miles）」運動である。食品の重量に輸送距離をかけた指標「フードマイルズ」を意識して、なるべく生産地に近い地域で消費することで、環境負荷を減らそうというものである。サステインは1994年、フードマイルズの現状や輸送距離などを詳細にまとめたレポートを発表し、反響を呼んだ。その後も毎年のようにレポートを発表している。
フードマイルズとフードマイレージの計算方法は基本的には同じであるが、前者はイギリスにおいて自国用の指標として用いられており国際比較は行われていないのに対し、後者は単純化した前提・仮定を設けることで、各国の統計から計算して国際比較ができるようになっている。

## 概要
基本的には「食料品は地産地消（生産地と消費地が近いこと）が望ましい」という考え方に基づく。生産地と消費地が遠くなると輸送にかかわるエネルギーがより多く必要になり、地球環境に大きな負荷を掛けることになるほか、生産地と消費地が異なる国で発展途上国と先進国という組み合わせだった場合には特に顕著だが、生産地が消費地からの大きな経済的圧迫を受けるといった問題も指摘されている。フード・マイレージの数値が大きければ大きいほど、その消費地は食料に関して贅を尽くしているとされる。
農林水産省農林水産政策研究所の中田哲也政策研究調整官（当時）の2001年の試算によると、日本のフード・マイレージは、総量では世界中で群を抜いて大きく、国民一人当たりでも一位となっている。その原因は、食料輸入量自体は特に抜きん出て多くはないものの、輸送距離が他国より著しく長いことが挙げられている。内訳としては、トウモロコシなどの穀物が50%強、大豆などの油糧種子が20%強を占めている。
| 国名           | 総量         | 国民一人当たり |
| -------------- | ------------ | -------------- |
| 日本           | 9002億0800万 | 7093           |
| 韓国           | 3171億6900万 | 6637           |
| アメリカ合衆国 | 2958億2100万 | 1051           |
| イギリス       | 1879億8600万 | 3195           |
| ドイツ         | 1717億5100万 | 2090           |
| フランス       | 1044億0700万 | 1738           |

## 批判
フード・マイレージが示すのは食糧問題の一側面であり、食糧の生産から消費にかかわる総合的な必要エネルギー量とはイコールでない。たとえば収穫期でない、あるいは消費地近傍に栽培適地が少ない農産物のフード・マイレージを短縮するためにグリーンハウス栽培を行うと、適地で露地栽培したものを輸送するよりも総合的な必要エネルギー量が大きくなってしまう場合がある。このため、フード・マイレージが提唱される際には、よく同時に適地適作を踏まえた地産地消が推奨される。
また、フード・マイレージは輸送手段による燃費の差を考慮していない。とくに海外農産物を空輸する場合と、一般的な輸送手段である船便の場合を比較すると、同じフード・マイレージ値であっても、輸送に伴う消費エネルギー量は空輸の場合かなり大きくなる。 